# Scindapsus geniculatus
Scindapsus geniculatus är en kallaväxtart som beskrevs av Adolf Engler. Scindapsus geniculatus ingår i släktet Scindapsus och familjen kallaväxter. Inga underarter finns listade.